# 北京市工人俱乐部
北京市工人俱乐部，位于北京市西城区虎坊路7号，隶属北京市劳动人民文化宫。

## 简介
1956年1月2日，北京市工人俱乐部落成，解云龙任俱乐部主任。该俱乐部隶属北京市劳动人民文化宫，为综合性演出场所，门厅的包金大字是用鲁迅的手迹组成。楼下30排座位，楼上11排座位，全场共有1400个座位。此处曾接待国内、国际不少文化艺术团体的大型演出。当年歌剧《江姐》在这里演出时，轰动了北京城。
文化大革命时期，1967年4月，上级决定将北京市劳动人民文化宫所属的北京市工人俱乐部改归中国人民解放军总政治部领导。革命现代京剧《沙家浜》、《杜鹃山》、《白毛女》等剧目都是在该俱乐部的舞台上排练和公演的。1984年4月，中华人民共和国文化部党组决定将北京市工人俱乐部归还北京市总工会。1988年9月，北京市工人俱乐部大修工程竣工，交付使用。
2007年4月30日，北京市工人俱乐部虎坊桥影城正式开业。北京市工人俱乐部与新影联院线合作，建成了有一个大厅、三个小厅的虎坊桥影城，成为新影联院线的新成员。来自中华全国总工会、北京市总工会、北京市文化局、宣武区人民政府、宣武区人民代表大会、北京市影协、新影联院线的领导到场祝贺，并为虎坊桥影城的开业剪彩。开业仪式结束后，虎坊桥影城为到场观众免费放映了韩国电影《汉江怪物》。5月2日零时，虎坊桥影城与新影联院线的全部影院一起超前上映电影《蜘蛛侠3》。